# Typhula filiformis
Clavaire filiforme
Espèce
Typhula filiformis, le Clavaire filiforme, est une espèce de champignons de la famille des Typhulaceae.

## Description
Filiforme, jusqu'à 15 cm de hauteur, couleur beige.

## Habitats
En troupes dans les feuilles mortes.

## Répartition
Europe, Afrique du Nord.

## Systématique
Le nom correct complet (avec auteur) de ce taxon est Typhula filiformis (Bull.) Fr., 1821.
Le basionyme de ce taxon est : Clavaria triuncialis var. juncea Alb. & Schwein., 1805
Typhula filiformis a pour synonymes :
- Clavaria filiformis Bull., 1790
- Clavaria hortulana Velen., 1922
- Clavaria juncea (Alb. & Schwein.) Fr., 1818
- Clavaria triuncialis var. juncea Alb. & Schwein., 1805
- Clavariadelphus junceus (Alb. & Schwein.) Corner, 1950
- Typhula juncea (Alb. & Schwein.) P.Karst., 1882
- Typhula oleae Maire, 1928
- Typhula ramentacea Fr., 1821

## Publication originale
- Elias Fries, Systema Mycologicum, vol. 1, 1821, 520 p. (lire en ligne), p. 496